# Viadana kamarakórus
A kórus 1997 novemberében alakult, és 1999 augusztusáig a dunaújvárosi Széchenyi István Gimnázium Viadana Kamarakórusaként működött. 1999. szeptember elsejétől változatlan felállásban és profillal a Bartók Kamaraszínház és Művészetek Háza Viadana Kamarakórusaként működik tovább.
Az 1998-as Fejér Megyei Diáknapokon a zsűri különdíját nyerte el az együttes, majd május 1-jén a Keszthelyi Helikoni Ünnepségeken a „Kamarakórus” kategória fődíját kapta a kórus. 1999. december 4-én az együttes minősítő hangversenyt adott a dunaújvárosi evangélikus templomban, ahol Fesztiválkórus minősítést kaptak.
A Viadana Kamarakórus a galántai Kodály Zoltán Daloskör meghívására 3 koncertet adott a Felvidéken. 2000. augusztus 20-án szentmise keretében szólaltatta meg a kórus Palestrina Missa Brevis című művét. Decemberben a budapesti Kodály Zoltán II. Magyar Kórusversenyen 3. helyezést ért el, és megkapta a Nemzeti Kulturális Örökség Minisztériumának Különdíját.
2001 januárjában különleges előadáson működtek közre: a Palestrina-mise tételei között Bánffy György Kossuth díjas Érdemes és Kiváló művész Balassi Bálint istenes verseit tolmácsolta. Májusban Fekete Veronika Liszt-díjas operaénekesnővel és Pfeiffer Gyula zongoraművésszel, a Magyar Állami Operaház karmesterével dolgoztak közösen. Decemberben két kiváló művésszel is szerepeltek: Lukács Éva és Csavlek Etelka Liszt Ferenc-díjas, érdemes művész is fellépett a Viadanával.
2002. május 24-28-ig a kórus ciprusi utazáson vett részt, ahol egyedüli magyarországi meghívottként szerepelt az I. Limassoli Nemzetközi Kórusfesztiválon. Nyáron részt vettek a Művészetek Völgye fesztiválon. Novemberben Erdélyben a Háromszék Kamarakórus Fesztiválon szerepeltek, valamint nagyszabású koncerttel ünnepelték az együttes fennállásának 5. évfordulóját.
2003. április 5-én a dunaújvárosi evangélikus templomban önálló minősítő hangversenyen "felsőbb osztályba léphetett" az együttes: a szakmai zsűri ugyanis "Hangversenykórus" minősítéssel jutalmazta a kórust. Május 29-től június 1-jéig a XIV. Nemzetközi IDOCO Kórusfesztiválon szerepeltek Linzben. A fesztivál legfontosabb eseménye a Bruckner-Schollum Kórusverseny volt, melyen Ezüst Diplomát szereztek.
2004 júliusában "Szent és profán" címmel koncerteztek Pfeiffer Gyula orgonaművésszel. A koncert egyházzenei részének fókuszában Mozart és Liszt motettái álltak, a világi blokkban pedig reneszánsz madrigálok mellett Bárdos terjedelmes és ritkán hallható 2. népdalrapszódiája szólalt meg.
2005. január 29-én a Bartók Rádió Kóruspódiuma hangfelvételt készített az együttessel, Mozart De profundis című motettáját elsőként rögzítette a rádió. 2005 augusztusában a kórus részt vett a Seprődi János Kórusszövetség kamarakórus-fesztiválján. Ezután 1 hetet töltöttek Skandináviában, ahol Finnországban és Svédországban is koncerteztek.
2006 nyarán ismét Alandon járt az együttes, Henryk Gwardak világhírű orgonaművész ugyanis őket kérte fel a 32. Alandi Nemzetközi Orgonafesztivál nyitóhangversenyének megtartására. A koncert fókuszában Baráth Bálint "a Viadana hangjaira" komponált nagyszabású orgonakíséretes motettája állt. 2006. november 25-én kiemelkedő szakmai- és közönségsikert arattak Énekes István rendező-koreográfus táncszínházi estjén: az Úton Bartókkal című előadást a bemutató óta láthatta a Nemzeti Táncszínház és az egri Gárdonyi Géza Színház közönsége is.
2007. január 22-én a Magyar Kultúra Napján a Viadana Kamarakórus Pro Cultura Intercisae-díjban részesült. 2007. december 1-jén az együttes tízéves jubileumán ünnepi koncertet adott, melynek keretében kortárs oratórium ősbemutatója is megszólalt. Baráth Bálint Hutvágner Éva hosszúversére komponált Atlantiszi énekek című művét – többek között – a kitűnő vonósnégyes, az Accord Quartet közreműködésével mutatták be. A hangverseny végén az együttes átvehette a KÓTA elismerő oklevelét.
2009. április 7-én a XII. Budapesti Nemzetközi Kórusversenyen arany diplomát kaptak. 2010. október 9-én Kodály Zoltán: Első áldozás című kórusművének tolmácsolásáért a kórus elnyerte a II. Dréta Antal Egyházzenei Kórustalálkozó vándordíját.
2010. májusában a SZIMNIA kortárs zenei műhellyel közösen rendeztek egy segélykoncertet a súlyos anyagi problémákkal küzdő dunaújvárosi Kortárs Művészet Intézetnek. A műhely szerzőinek darabjait Détári Anna fuvolaművész szólaltatta meg.
2011-ben négy koncertből álló bérletsorozatot hirdettek, melynek első hangversenyét 2011. április 3-án tartották a dunaújvárosi evangélikus templomban. 2011. április 19-26. között harmadjára utaztak a finnországi Aland-szigetekre. Három koncertet adtak a mariehamni Szt. Görans-templomban. Április 22-én, nagypénteken Liszt Via crucis című művét adták elő, nagyszombat éjszakáján istentisztelet keretében szólaltatták meg Andrea Gabrieli, Kocsár Miklós, Viadana és Bárdos Lajos műveit, húsvét hétfőn pedig Vivaldi Gloriája mellett a 300 éve született Mondonville Dominus Regnavit című nagymotettát adták elő helyi muzsikusok közreműködésével. 2011. szeptember 24-én Dunaújváros várossá nyilvánításának 60. évfordulója alkalmából adtak koncertet a Bartók Kamaraszínház aulájában, ahol dunaújvárosi kötődésű szerzők Ujházy Krisztina, Nagy Ákos, Balogh Zoltán, Baráth Bálint darabjait adták elő.
2012. október 6-án ismét megkapták a Dréta Antal Egyházzenei Kórustalálkozó vándordíját, ezúttal Kocsár Miklós Hálog, hasadj meg! című kórusművét találták a díjra méltónak.
2012 decemberében nagyszabású koncerttel ünnepelték a kórus 15 éves jubileumát. A műsor programját ezúttal a kórus két alapító tagja, Endrődy Orsolya és Fridrich Dávid, illetve két "ősidők" óta éneklő kórista, Halász Gyöngyvér és Földesi Zalán állította össze. Ősbemutatóként szólalt meg Baráth Bálint Moder(n) objects című ciklusa.
2013. július 7-én a salzburgi dómban lépett fel a kórus: szentmise keretében tolmácsolták Monteverdi Messa da capella a 4 voci-ját.
A kórus 2016-ban megszűnt. Utolsó koncertjét dr. Pad Zoltán, a Magyar Rádió Énekkarának karnagya dirigálta a dunaújvárosi evangélikus templomban.
2025-ben a Viadana Kamarakórus újjáalakult. 
2025. január 22-én Endrődy Orsolya Igazolt hiányzás című tárlatának vernisszázsán énekeltek, majd önálló koncertet adtak Dunaújvárosban, a Kortárs Művészeti Intézetben.